# Hastings (Nebraska)
Hastings – miasto w Stanach Zjednoczonych, w stanie Nebraska, siedziba administracyjna hrabstwa Adams.